# Liste des sommets et montagnes de la Lune
La liste des sommets et montagnes de la Lune recense les points d'altitude de la Lune.

## Montagnes
Ci-dessous sont listées des montagnes isolées ou des massifs.
Les hauteurs énumérées ne s'accordent pas, selon les sources. Pendant les années 1960, le service cartographique de l'armée des États-Unis cite des altitudes relatives à 1 737 988 mètres du centre de la Lune. Dans les années 1960, l'agence cartographique du ministère de la Défense américain part de 1 730 000 m. Les données topographiques de la mission Clementine publiées pendant les années 1990 sont basées sur le chiffre de 1 737 400 m.
Ce tableau est incomplet et ne comprend pas les points les plus hauts de la Lune. Les données « Clementine » montrent un écart approximant 18 100 m du plus bas au plus haut point sur la Lune. Le plus élevé, situé sur la face éloignée de la Lune, dépasse d'à peu près 6 500 mètres Mons Huygens (couramment cité comme la plus haute montagne).
| Nom                    | Lat./Long.  | Diamètre | Hauteur | Origine du nom                                              |
| ---------------------- | ----------- | -------- | ------- | ----------------------------------------------------------- |
| Mons Agnes             | 18,6, 5,3   | 1 km     |         | Nom féminin venant du grec ancien                           |
| Mons Ampère            | 19, −4      | 30 km    | 3,0 km  | André-Marie Ampère, physicien                               |
| Mons André             | 5,2, 120,6  | 10 km    |         | Prénom masculin français                                    |
| Mons Ardeshir (en)     | 5, 121      | 8 km     |         | Ardashir, empereur perse (iranien)                          |
| Mons Argaeus           | 19, 29      | 50 km    |         | Mont Erciyes, Asie Mineure                                  |
| Mont Blanc             | 45, 1       | 25 km    | 3,6 km  | Mont Blanc, Alpes                                           |
| Mons Bradley (en)      | 22, 1       | 30 km    | 4,2 km  | James Bradley, astronome                                    |
| Mons Delisle           | 29,5, −35,8 | 30 km    |         | Nommé d'après le cratère Delisle proche                     |
| Mons Dieter (en)       | 5, 120,2    | 20 km    |         | Prénom masculin allemand                                    |
| Mons Dilip (en)        | 5,6, 120,8  | 2 km     |         | Prénom masculin indien                                      |
| Mons Esam              | 14,6, 35,7  | 8 km     |         | Prénom masculin arabe                                       |
| Mons Ganau             | 4,8, 120,6  | 14 km    |         | Prénom masculin africain                                    |
| Mons Gruithuisen Delta | 36, −35,9   | 20 km    |         | Nommé d'après le cratère Gruithuisen (en) situé à proximité |
| Mons Gruithuisen Gamma | 36,6, −40,5 | 20 km    |         | Nommé d'après le cratère Gruithuisen (en) situé à proximité |
| Mons Hadley            | 26,5, 4,7   | 25 km    | 4,6 km  | John Hadley, inventeur                                      |
| Mons Hadley Delta      | 25,8, 3,8   | 15 km    | 3,5 km  | Nommé d'après le mont Hadley proche                         |
| Mons Hansteen          | −12,1, −50  | 30 km    |         | Nommé d'après le cratère Hansteen (en) proche               |
| Mons Herodotus         | 27,5, −53   | 5 km     |         | Nommé d'après le cratère Herodotus situé à proximité        |
| Mons Huygens           | 20, −2,9    | 40 km    | 4,7 km  | Christian Huygens, astronome                                |
| Mons La Hire           | 27,8, −25,5 | 25 km    | 1,5 km  | Philippe de La Hire, astronome                              |
| Mons Maraldi           | 20,3, 35,3  | 15 km    | 1,3 km  | Nommé d'après le cratère Maraldi (en) situé à proximité     |
| Mons Moro              | −12, −19,7  | 10 km    |         | Antonio Lazzaro Moro, savant italien du XVIIIe siècle       |
| Mons Penck             | −10, 21,6   | 30 km    | 4,0 km  | Albrecht Penck, géographe                                   |
| Mons Pico              | 45,7, −8,9  | 25 km    | 2,0 km  | Mot espagnol signifiant « pic »                             |
| Mons Piton             | 40,6, −1,1  | 25 km    | 2,3 km  | Mont Piton, Tenerife                                        |
| Mons Rümker            | 40,8, −58,1 | 70 km    | 0,5 km  | Karl Ludwig Christian Rümker, astronome                     |
| Mons Usov              | 12, 63      | 15 km    |         | Mikhail A. Usov (en), géologue                              |
| Mons Vinogradov        | 22,4, −32,4 | 25 km    | 1,4 km  | Aleksandr Pavlovitch Vinogradov, chimiste                   |
| Mons Vitruvius         | 19,4, 30,8  | 15 km    | 2,3 km  | Nommé d'après le cratère Vitruve situé à proximité          |
| Mons Wolff             | 17, −6,8    | 35 km    | 3,5 km  | Baron Christian von Wolff, philosophe                       |

## Chaînes de montagnes
| Nom                | Lat./Long.   | Diamètre | Origine du nom                                                                    |
| ------------------ | ------------ | -------- | --------------------------------------------------------------------------------- |
| Montes Agricola    | 29,1, −54,2  | 141 km   | Georgius Agricola, archéologue allemand du XVIe siècle                            |
| Montes Alpes       | 46,4, −0,8   | 281 km   | Les Alpes, Europe                                                                 |
| Montes Apenninus   | 18,9, −3,7   | 401 km   | Montagnes Appenninus, Italie                                                      |
| Montes Archimedes  | 25,3, −4,6   | 163 km   | Nommé d'après le cratère Archimedes situé à proximité                             |
| Montes Carpatus    | 14,5, −24,4  | 361 km   | Les Carpates, Europe                                                              |
| Montes Caucasus    | 38,4, −10    | 445 km   | Montagnes du Caucase, Europe                                                      |
| Montes Cordillera  | −17,5, −81,6 | 574 km   | Expression espagnole pour « chaîne de montagnes »                                 |
| Montes Haemus      | 19,9, 9,2    | 560 km   | Nom grec pour les montagnes des Balkans                                           |
| Montes Harbinger   | 27, −41      | 90 km    | Mot anglais signifiant « présage », pour l'aube sur le cratère Aristarchus        |
| Montes Jura        | 47,1, −34    | 422 km   | Massif du Jura, Europe                                                            |
| Montes Pyrenaeus   | −15,6, 41,2  | 164 km   | Pyrénées, Europe                                                                  |
| Montes Recti       | 48, −20      | 90 km    | Latin pour « droit »                                                              |
| Montes Riphaeus    | −7,7, −28,1  | 189 km   | Nom grec des Monts Riphées                                                        |
| Montes Rook        | −20,6, −82,5 | 791 km   | Lawrence Rook, astronome                                                          |
| Montes Secchi      | 3, 43        | 50 km    | Nommé d'après le cratère Secchi situé à proximité                                 |
| Montes Spitzbergen | 35, −5       | 60 km    | De l'allemand « montagnes pointues » et la ressemblance avec les îles du Svalbard |
| Montes Taurus      | 28,4, 41,1   | 172 km   | Monts Taurus, Asie Mineure                                                        |
| Montes Teneriffe   | 47,1, −11,8  | 182 km   | Tenerife                                                                          |

## Crêtes, dorsales ou arêtes
| Nom latin             | Nom français          | Lat./Long.          | Dia. (km) |
| --------------------- | --------------------- | ------------------- | --------- |
| Dorsa Aldrovandi (en) | Dorsale Aldrovandi    | 24° 00' N 28° 30' O | 136       |
| Dorsa Andrusov (en)   | Dorsale Andrusov (en) | 1° 00' S 57° 00' O  | 160       |
| Dorsum Arduino (en)   | Dorsale Arduino (en)  | 24° 54' N 35° 48' W | 107       |
| Dorsa Argand (it)     | Dorsale Argand        | 28° 06' N 40° 36' W | 109       |
| Dorsum Azara (it)     | Dorsale Azara         | 26° 42' N 19° 12' O | 105       |
| Dorsa Barlow (en)     | Dorsale Barlow        | 15° 00' N 31° 00' O | 120       |
| Dorsum Bucher (en)    | Dorsale Bucher        | 31° 00' N 39° 00' W | 90        |
| Dorsum Buckland (en)  | Dorsale Buckland      | 20° 24' N 12° 48' O | 380       |
| Dorsa Burnet (en)     | Dorsale Burnet        | 28° 24' N 57° 00' W | 194       |
| Dorsa Cato (en)       | Dorsale Cato          | 1° 00' N 47° 00' O  | 140       |
| Dorsum Cayeux         | Dorsale Cayeux        | 1° 36' N 51° 12' O  | 84        |
| Dorsum Cloos (en)     | Dorsale Cloos (en)    | 1° 00' N 91° 00' O  | 100       |
| Dorsum Cushman (en)   | Dorsale Cushman (en)  | 1° 00' N 49° 00' O  | 80        |
| Dorsa Dana (en)       | Dorsale Dana          | 3° 00' N 90° 00' O  | 70        |
| Dorsa Ewing (en)      | Dorsale Ewing         | 10° 12' S 39° 24' W | 141       |
| Dorsum Gast (en)      | Dorsale Gast (en)     | 24° 00' N 9° 00' O  | 60        |
| Dorsa Geikie (en)     | Dorsale Sir Geikie    | 4° 36' S 52° 30' O  | 228       |
| Dorsum Grabau (en)    | Dorsale Grabau        | 29° 24' N 15° 54' W | 121       |
| Dorsum Guettard (en)  | Dorsale Guettard      | 10° 00' S 18° 00' W | 40        |
| Dorsa Harker (en)     | Dorsale Harker        | 14° 30' N 64° 00' O | 197       |
| Dorsum Heim (en)      | Dorsale Heim          | 32° 00' N 29° 48' W | 148       |
| Dorsum Higazy (en)    | Dorsale Higazy (en)   | 28° 00' N 17° 00' W | 60        |
| Dorsa Lister (en)     | Dorsale Lister        | 20° 18' N 23° 48' O | 203       |
| Dorsa Mawson (en)     | Dorsale Mawson        | 7° 00' S 53° 00' O  | 132       |
| Dorsum Nicol (en)     | Dorsale Nicol         | 18° 00' N 23° 00' O | 50        |
| Dorsum Niggli (en)    | Dorsale Niggli        | 29° 00' N 52° 00' W | 50        |
| Dorsum Oppel (en)     | Dorsale Oppel         | 18° 42' N 52° 36' O | 268       |
| Dorsum Owen (en)      | Dorsale Owen          | 25° 00' N 11° 00' O | 50        |
| Dorsa Rubey (en)      | Dorsale Rubey         | 10° 00' S 42° 00' W | 100       |
| Dorsum Scilla (en)    | Dorsale Scilla        | 32° 48' N 60° 24' W | 108       |
| Dorsa Smirnov         | Dorsale Smirnov       | 27° 18' N 25° 18' O | 156       |
| Dorsa Sorby (en)      | Dorsale Sorby         | 19° 00' N 14° 00' O | 80        |
| Dorsa Stille (en)     | Dorsale Stille        | 27° 00' N 19° 00' W | 80        |
| Dorsum Termier (en)   | Dorsale Termier       | 11° 00' N 58° 00' O | 90        |
| Dorsa Tetyaev (en)    | Dorsale Tetayev (en)  | 19° 54' N 64° 12' O | 176       |
| Dorsum Thera (en)     | Dorsale Thera         | 24° 24' N 31° 24' W | 7         |
| Dorsum von Cotta (en) | Dorsale von Cotta     | 23° 12' N 11° 54' O | 199       |
| Dorsa Whiston (en)    | Dorsale Whiston       | 29° 24' N 56° 24' W | 85        |
| Dorsum Zirkel (en)    | Dorsale Zirkel        | 28° 06' N 23° 30' W | 193       |

## Promontoires
| Nom latin               | Nom français   | Lat./Long.          | Dia. (km) |
| ----------------------- | -------------- | ------------------- | --------- |
| Promontorium Agarum     | Cap Agarum     | 14° 00' N 66° 00' O | 70        |
| Promontorium Agassiz    | Cap Agassiz    | 42° 00' N 1° 48' O  | 20        |
| Promontorium Archerusia | Cap Archerusia | 16° 42' N 22° 00' O | 10        |
| Promontorium Deville    | Cap Deville    | 43° 12' N 1° 00' O  | 20        |
| Promontorium Fresnel    | Cap Fresnel    | 29° 00' N 4° 42' O  | 20        |
| Promontorium Heraclides | Cap Heraclides | 40° 18' N 33° 12' W | 50        |
| Promontorium Kelvin     | Cap Kelvin     | 27° 00' S 33° 00' W | 50        |
| Promontorium Laplace    | Cap Laplace    | 46° 00' N 25° 48' W | 50        |
| Promontorium Taenarium  | Cap Taenarium  | 19° 00' S 8° 00' W  | 70        |

## Falaises
| Nom latin         | Nom français             | Lat./Long.          | Long. (km) |
| ----------------- | ------------------------ | ------------------- | ---------- |
| Rupes Altai       | Falaises Altaï           | 24° 30' N 22° 60' O | 427        |
| Rupes Boris       | Falaises Boris           | 30° 50' N 33° 50' O | 4          |
| Rupes Cauchy      | Falaises Cauchy          | 9° 00' N 37° 00' O  | 120        |
| Rupes Kelvin (en) | Falaises Kelvin          | 27° 30' S 33° 10' O | 78         |
| Rupes Liebig      | Falaises Liebig          | 25° 00' S 46° 00' O | 180        |
| Rupes Mercator    | Falaises Mercator        | 31° 00' S 22° 30' O | 180        |
| Rupes Recta       | Falaises Recta (droites) | 22° 10' S 7° 80' O  | 50         |
| Rupes Toscanelli  | Falaises Toscanelli      | 27° 40' N 47° 50' O | 70         |